# Niclas Holterman
Niclas Holterman, född 1758 i Göteborg, död på sin egendom Forsby i Södermanland 27 juni 1824, var en svensk grosshandlare.

## Biografi
Holterman var grosshandlare i Göteborg och från 1798 brukspatron på Forsby gård. Han var bok- och konstsamlare och efterlämnade ett värdefullt bibliotek och stora konstsamlingar, samt en donation till behövande änkor efter handlande i Göteborg.  
Han valdes in som ledamot nummer 154 i Kungliga Musikaliska Akademien den 8 april 1795.